# La Ilustración Española y Americana

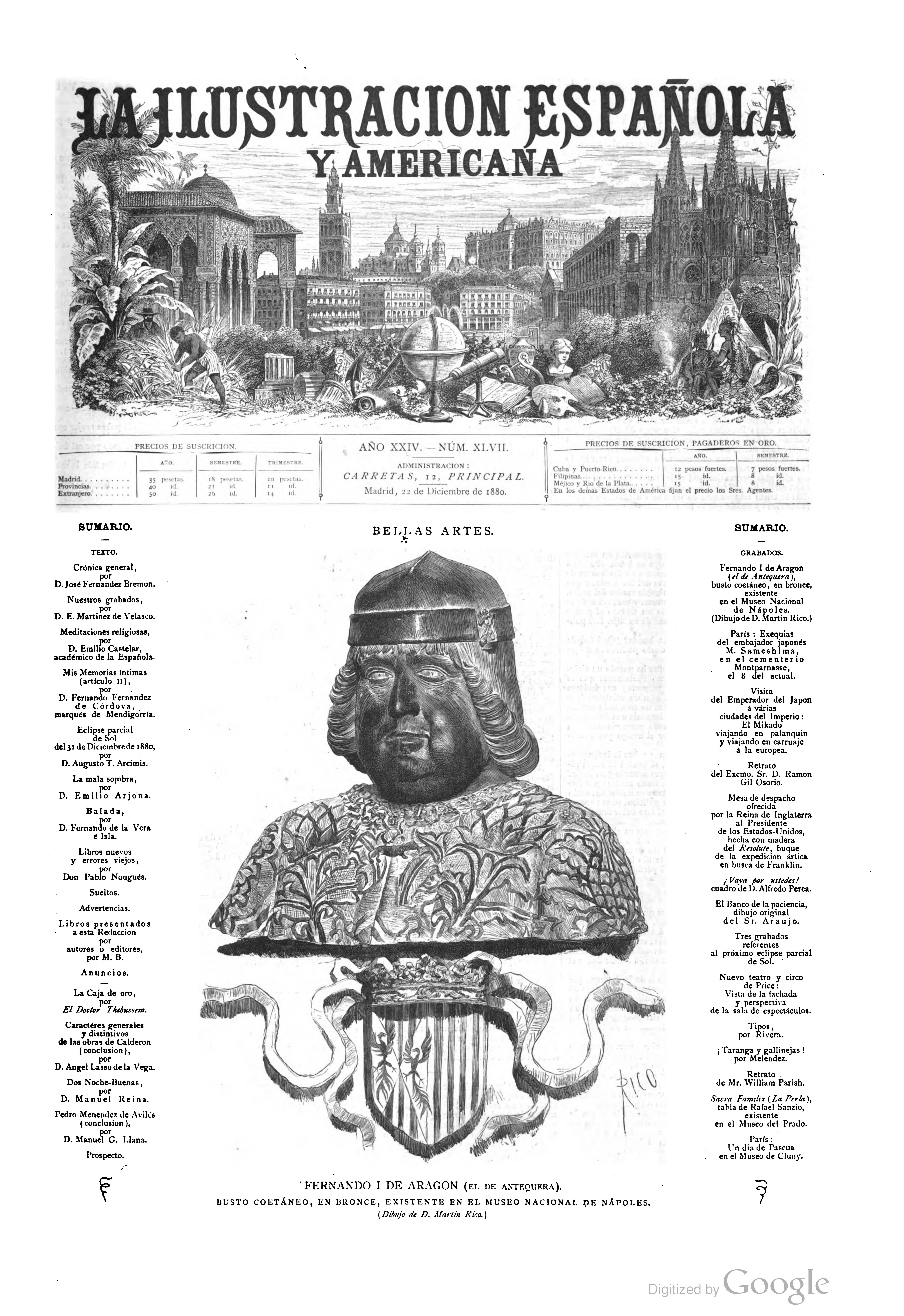
La Ilustración Española y Americana (22 de desembre de 1880, any XXIV, núm. 47).

La Ilustración Española y Americana fou una publicació periòdica espanyola de la segona meitat del segle xix i començaments del segle xx.
Era continuadora de El Museo Universal, editada entre 1857 i 1869. La revista seguia el model de prestigioses publicacions europees com ara les franceses L'Illustration o Le Monde Illustré, Illustrierte Zeitung d'Alemanya o la italiana La Illustrazione Italiana.
En la seva capçalera es presentava com a «Periòdic de ciències, arts, literatura, indústria i coneixements útils». Va ser fundada el 1869 a Madrid per Abelardo de Carlos, qui en fou director fins a 1881, i després pel seu fill Abelardo José de Carlos y Hierro.
Tal com indica el seu nom la revista es caracteritzava per la profusió de les seves il·lustracions, que representaven gran quantitat d'aspectes de la vida quotidiana d'Espanya i dels països hispanoamericans on també tenia difusió la publicació.
Entre els artistes que van treballar per aquesta publicació es pot trobar Enric Simonet i Lombardo, Juan Comba, Rogelio Villar, Josep Lluís Pellicer i Fenyé, Valeriano Domínguez Bécquer, Francisco Ortego, Eduardo Sánchez Solá, Isidro Gil, Antoni Rigalt i Blanch, Tomàs Padró i Pedret, Pacià Ross i Bosch, etc., o destacats escriptors com ara José Zorrilla, Ramón de Campoamor, Juan Valera, Leopoldo Alas Clarín, Emilio Castelar, Valle-Inclán, Unamuno o d'altres com ara Ángel Fernández de los Ríos, Peregrín García Cadena, Manuel Cañete, José Velarde, Miguel Rodríguez Ferrer, Patrocinio de Biedma, Luis Vidart Schuch, Narcís Pagès i Prats, Ricardo Becerro de Bengoa, Eduardo Gómez de Baquero, Narciso Sentenach y Cabañas, Nil Maria Fabra i Deas, o Francisca Sarasate.
La publicació apareixia setmanalment, els dies 8, 15, 22 i 30 de cada mes. Va desaparèixer el 1921.